# Helmut Dirnaichner

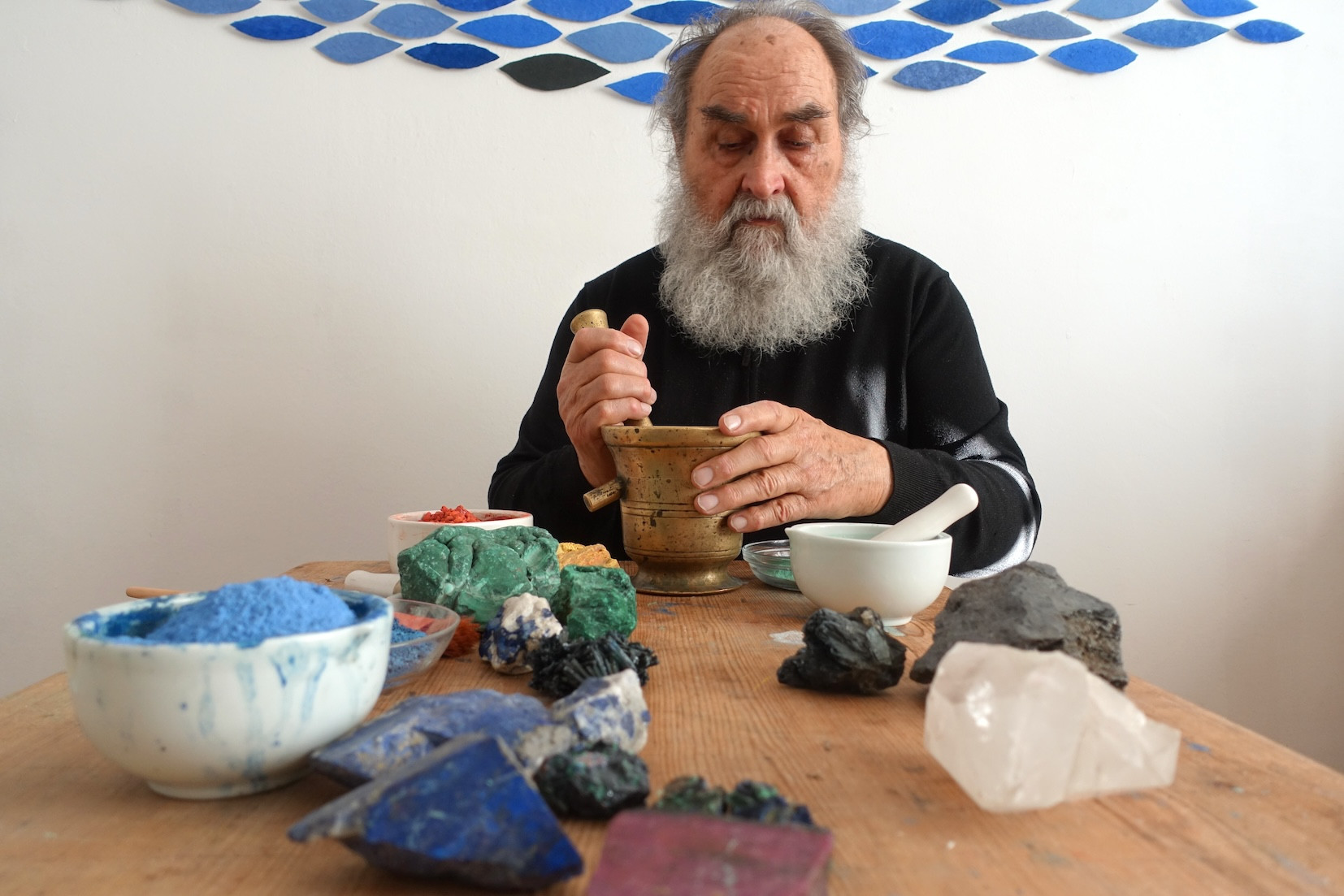
Helmut Dirnaichner (2023)

Helmut Dirnaichner (* 1942 in Kolbermoor) ist ein deutscher Künstler. In seinem gattungsübergreifenden Werk finden sich Rauminstallationen, Skulpturen, Wandobjekte, Aquarelle und Künstlerbücher, deren zentrales Element Farben und Pigmente sind. Er lebt in München, Apulien und Mailand.

## Leben und Werk
Von 1970 bis 1976 studierte Dirnaichner an der Akademie der Bildenden Künste München bei Günter Fruhtrunk. Er entwickelte seine Kunst im Umfeld von Minimalismus, Konzeptkunst, gegenstandsloser und konkreter Kunst. Durch die Thematisierung der Materialität der Farbe selbst schlug er jedoch innerhalb dieser Kunstrichtungen einen eigenen Weg ein.
Grundlage seiner Arbeitsweise sind seit 1982 natürliche Materialien wie Erde, Steine und Mineralien, z. B. Azurit, Malachit und Lapislazuli. Im Jahr 1985 lernte Dirnaichner darüber hinaus bei einem Aufenthalt in Mexiko von den Otomí die Technik des Amate-Papiers kennen und wandelte sie künstlerisch ab, beispielsweise in seinem Zyklus Atla. Die durch Zerstoßen, Mörsern und Zerreiben gewonnenen Pigmente werden ohne Bindemittel in Zellulose hineingeschöpft. Es entstehen lanzett- oder blattförmige Elemente in kräftigen Farbtönen, die zu dynamischen, oft ortsbezogenen Installationen zusammengefügt werden. Beispielhaft dafür sind seine Sassi volanti oder die schwebende Rauminstallation Meteore. Je nach Lichteinfall erzeugen die durch das Schöpfen entstandenen Oberflächenstrukturen unterschiedliche Tiefen- und Farbwirkungen, die dem Betrachter Ruhe vermitteln.
Dirnaichners Kunst interpretiert die Farbe nicht als Mittel zum Anstrich, sondern als eigentliches Thema, das „Struktur, Materialität, Geschichte und Erdvergangenheit“ besitzt. Indem seine Arbeiten der Farbe die Rolle eines Akteurs zuweisen und Pigmente und Bildträger zu autonomen „Farbformen“ verbinden, gehen sie über die herkömmliche Malerei hinaus und führen zugleich zu deren Ursprüngen zurück. Dabei tritt Dirnaichner nach eigener Aussage „in Dialog mit den Steinen“. In den Worten Eugen Gomringers enthält Dirnaichners Kunst darüber hinaus einen Aspekt der „Erneuerbarkeit“, da sie aus „den Rohstoffen der Natur […] das Leichte in vielfältiger Form entstehen lässt“. Aufgrund der materiellen und körperlichen Verortung in den natürlichen Grundlagen von Farben wird sein Werk vielfach als „elementare Malerei“ bezeichnet.

## Auszeichnungen
- 1978: DAAD-Stipendium in Mailand
- 1985: Werkstipendium der Stiftung Kunstfonds
- 1988: Künstlerresidenz in De Fabriek in Eindhoven
- 1990: Förderpreis Bildende Kunst der Landeshauptstadt München
- 1994: Arbeitsaufenthalt im Künstlerhaus Villa Waldberta
- 2024: Publikationsförderung der Stiftung Kunstfonds

## Ausstellungen

### Einzelausstellungen
- 1984: Papier, Erde, Asche, Kalk, Palude, Wein und Meer, Städtische Galerie Lüdenscheid
- 1990: Oltremare, Kunsthalle zu Kiel
- 1994: Correspondenza, Villa Zanders, Bergisch Gladbach
- 1997: trasparente – Steine Lichtfelder Räume, Städtische Galerie Rosenheim
- 1998: Vom Material zur Materie. Lapislazuli – Erde – Selce, Galerie Neue Meister, Staatliche Kunstsammlungen Dresden
- 1999: Künstlerbücher, Goethe House, New York
- 2000: Geformte Materie – Hunderte von Erden, mit Herman de Vries, Museum Pfalzgalerie Kaiserslautern
- 2001: ante mare et terras – libri d’artista 1979–2001, Biblioteca Trivulziana und Goethe-Institut, Mailand
- 2001: Erinnerung Erde, Brandenburgische Kunstsammlungen, Cottbus
- 2002: ante mare et terras – Künstlerbücher 1979–2001, Museum Pfalzgalerie Kaiserslautern
- 2003: Terrae Mundi – Künstlerbücher aus den Jahren 1979–2002, Bayerische Staatsbibliothek, München
- 2003: Erde Wasser Sumpf, Geschäftsstelle der Deutschen Forschungsgemeinschaft, Bonn-Bad Godesberg
- 2004: Die Farben der Erden und des Himmels, Galerie Hoffmann, Ausstellungshalle Ossenheim, Friedberg (Hessen)
- 2008: Helmut Dirnaichner e le terre del Salento, Ex Chiesa di San Francesco della Scarpa, Lecce und Provinz Lecce
- 2016: Die erneuerbare Kunst – vom Schweren ins Leichte, Institut für konstruktive kunst und konkrete poesie, Kunsthaus Rehau
- 2019: Farbe im Stein – Schwingung im Metall. Helmut Dirnaichner und Martin Willing, Museum im Kulturspeicher, Würzburg
- 2020: aus dem kosmos des konkreten, mit Ekkeland Götze, Galerie Hoffmann, Friedberg (Hessen)
- 2021: Stein – Materie – Farbe. Helmut Dirnaichner im Dialog mit den Mineralen, Mineralogisches Museum Würzburg
- 2022: Die Sinnlichkeit der Farbe – Helmut Dirnaichner zum 80. Geburtstag. Arbeiten aus vier Jahrzehnten, Galerie Renate Bender, München
- 2023: Attracted to Paper – Inge Gutbrod und Helmut Dirnaichner, Museum Otto Schäfer, Schweinfurt
- 2024: Zinnoberrot und Silberweiß. Werke 1974–2024, Aschau im Chiemgau

### Gruppenausstellungen
- 1984: 1984 – im toten winkel, Kunstverein Hamburg, Hamburg
- 1988: Stanze del tempo. Irma Blank, Helmut Dirnaichner, Christina Kubisch, Elisabeth Scherffig, Chiesa di San Carpoforo, Centro Internazionale Brera und Goethe-Institut, Mailand
- 1989: Ressource Kunst – die Elemente neu gesehen, Akademie der Künste, Berlin
- 1990: Blau – Farbe der Ferne, Heidelberger Kunstverein, Heidelberg
- 1999: Die Farbe (Rot) hat mich, Osthaus Museum, Hagen
- 2002: Der Berg, Heidelberger Kunstverein, Heidelberg
- 2004: Zwischen Malerei und Objekt. Gloria Brand, Helmut Dirnaichner, Jo Enzweiler, Koichi Nasu, Schloss Philippsruhe, Hanau
- 2013: Hauptsache Grau, # 03 Farbiges Grau, Mies van der Rohe Haus, Berlin
- 2014: Weiß – Aspekte einer Farbe in Moderne und Gegenwart, Museum im Kulturspeicher, Würzburg
- 2018: Labyrinth konkret … mit Nebenwegen, Museum im Kulturspeicher, Würzburg
- 2021: Strukturen im Wandel. Die Zukunft hat schon begonnen – Vom Leben in Industrielandschaften, Brandenburgisches Landesmuseum für moderne Kunst / Dieselkraftwerk Cottbus
- 2022: Wings. Papierkunst aus der Sammlung, Papiermuseum Düren
- 2023: mpk:Sichtweisen: Nikolaus Koliusis – WARUM BLAU?, Museum Pfalzgalerie Kaiserslautern
- 2024: Papierwelten 5.0, Galerie Renate Bender, München

## Sammlungen
- Bayerische Staatsbibliothek, München
- Biblioteca Nazionale Braidense, Mailand
- Clemens Sels Museum, Neuss
- Gemäldegalerie Neue Meister, Dresden
- Graphische Sammlung der Schweizerischen Nationalbibliothek, Bern
- Karin und Uwe Hollweg Sammlung, Bremen[10]
- Kupferstichkabinett Dresden
- Münchner Stadtmuseum, München
- Pfalzgalerie Kaiserslautern[11]
- Sammlung Peter C. Ruppert im Museum im Kulturspeicher, Würzburg
- Staatliche Graphische Sammlung München
- Städtische Galerie Villa Zanders, Bergisch Gladbach[12]
- Städtische Sammlung im Museum im Kulturspeicher, Würzburg
- New York Public Library, New York